# Radim Valenčík
Radim Valenčík (* 16. března 1953 Brno) je český vysokoškolský učitel, ekonom a politik, po sametové revoluci československý poslanec Sněmovny lidu Federálního shromáždění za KSČM.

## Biografie
Pochází z Brna, žije v Praze. V letech 1972–1977 vystudoval matematiku na Oděské státní univerzitě. Pracoval pak jako vysokoškolský pedagog. V roce 1984 dosáhl titulu kandidát věd v Ústavu pro filozofii a sociologii. V období let 1977–1988 vyučoval filozofii na Vysoké škole ekonomické v Praze. Zde získal roku 1987 titul docenta. V letech 1988–1990 byl vědecký pracovníkem Československé akademie věd v jejím pracovišti v Ústí nad Labem.
Po sametové revoluci se politicky angažoval. V letech 1991–1992 byl poradcem předsedy KSČM Jiřího Svobody. Ve volbách roku 1992 byl za KSČM, respektive za koalici Levý blok, zvolen do Sněmovny lidu (volební obvod Jihomoravský kraj). Ve Federálním shromáždění setrval do zániku Československa v prosinci 1992. V letech 1993–1995 pracoval jako redaktor deníku Špígl. V roce 1997 vstoupil do ČSSD. Při vstupu do strany čelil kritice, že jako člen Lidových milicí zasahoval v roce 1989 proti demonstrantům na Václavském náměstí v Praze. Toto obvinění se ovšem nepotvrdilo, třebaže byl před rokem 1989 členem KSČ i Lidových milicí, ovšem pouze řadovým členem.
V období let 1995–1999 vyučoval na Bankovní akademii v Praze. V roce 1996 založil elektronický časopis Marathon, který se specializuje na společenské vědy. Od roku 2006 je řešitelem projektu Grantové agentury České republiky Investování do sociálního kapitálu a efektivnost. K roku 2012 se uvádí jako proděkan Fakulty ekonomických studií Vysoké školy finanční a správní. Na této škole učí od roku 1999 jako vedoucí katedry ekonomie a zahraničních vztahů. V roce 1998 zde založil tradici pořádání konferencí na téma Lidský kapitál a investice do vzdělání. Zaměřuje se na mikroekonomii a teorie her. Je autorem nebo spoluautorem několika knih a učebnic: Lidé, ještě máte rozum (1994), Lidský kapitál a kapitálový trh (2003), Mikroekonomie základní kurz a Mikroekonomie středně pokročilý kurz (2010). Je členem Institutu pro sociální a ekonomické analýzy ISEA. Přispíval do Britských listů.
Své postřehy z oblasti ekonomie, politiky, ba i turistiky uveřejňuje na webu  Archivováno 24. 9. 2018 na Wayback Machine..